# Ghiacciaio Arneb
Il ghiacciaio Arneb (in inglese Arneb Glacier) è un ghiacciaio lungo circa 5 km e largo 3, situato sulla costa di Borchgrevink, nella regione nord-occidentale della Dipendenza di Ross, in Antartide. Il ghiacciaio si trova in una baia tra la penisola Hallett e la dorsale Redcastle e fluisce a nord-ovest verso l'insenatura Edisto, dalla quale si prolunga poi come lingua di ghiaccio galleggiante.

## Storia
Il ghiacciaio Arneb è stato battezzato dalla spedizione neozelandese di ricognizione geologica in Antartide svoltasi nel 1957-58, in onore della USS Arneb che, nel 1957, trasportò i materiali con cui realizzare la base di ricerca Hallett e che continuò a servire la base nelle stagioni seguenti.